# Tetraloniella ochraea
Tetraloniella ochraea är en biart som beskrevs av Laberge 2001. Tetraloniella ochraea ingår i släktet Tetraloniella och familjen långtungebin. Inga underarter finns listade i Catalogue of Life.